# Hans Werner Henze
Hans Werner Henze (Gütersloh, Westfalia, República de Weimar, 1 de julio de 1926 - Dresde, Sajonia, Alemania, 27 de octubre de 2012) fue un compositor alemán.
Estudió con Wolfgang Fortner y René Leibowitz, quien le introdujo en los círculos de la vanguardia alemana de postguerra. Al cabo de poco tiempo renuncia al serialismo, siendo repudiado por la élite compositiva alemana. En 1953 dejó Alemania, para residir en Italia, alegando percibir en su país de origen incomprensión de su obra, así como intolerancia con su orientación política de izquierda y su homosexualidad. Desde entonces vivió en varios lugares de Italia si bien mantuvo vínculos con la vida musical alemana, hasta que en 1961 fijó su domicilio final en el pueblo de Marino en la región del Lacio,
Declarado marxista, se hizo miembro del Partido Comunista Italiano. Ha compuesto obras honrando a Hồ Chí Minh y a Che Guevara. También compuso su Sinfonía n.º 6, sobre textos de poetas revolucionarios cubanos. Su música es muy variada en estilo, estando influida en distintos momentos por la atonalidad, la música italiana y el jazz.
Hans Werner Henze fue considerado uno de los mejores operistas vivos; ha realizado óperas en colaboración con libretistas de la talla de Ingeborg Bachmann y Wystan Hugh Auden. También es considerado uno de los mejores sinfonistas contemporáneos, gracias a su ciclo de diez sinfonías.

## Compositor establecido[3]
La labor de crítica política de Henze llegó a su cenit en 1976 con el estreno de la ópera We Come to the River.
En 1976, Henze fundó la asociación Cantiere Internazionale d'Arte en Montepulciano, Italia, para la promoción de la nueva música, en donde estrenó su ópera infantil Pollicino en 1980. Desde 1980 hasta 1991 impartió una clase de composición en la Escuela de Música de Colonia, Alemania. En 1981 fundó los Talleres de Mürztal, en la región austríaca de Estiria, en la que también creó el Festival de Música Juvenil Deutschlandsberg en 1984. Finalmente, en 1988, fundó la Bienal de Múnich, un "festival internacional de nueva música teatral", del que fue director artístico.
En esta época, sus óperas volvieron a ser más convencionales, con ejemplos como The English Cat (1983) y Das verratene Meer (1990) basada en la novela Gogo no Eiko, del escritor japonés Yukio Mishima.
Sus últimas obras, si bien argumentalmente menos controvertidas, continúan con su implicación política y social. Su Requiem (1990) consta de nueve conciertos de espiritual para piano, trompeta y orquesta de cámara y fue escrita en memoria del músico Michael Vyner, de temprana muerte. Su novena sinfonía, para coro mixto y orquesta (1997), incluyendo versos de la novela La séptima cruz, de Anna Seghers, es una mirada a la época más oscura del pasado de Alemania, en la que el mismo Henze vivió su niñez y adolescencia. Su más recience éxito ha sido el estreno de la ópera L'Upupa und der Triumph der Sohnesliebe, (2003), en el Festival de Salzburgo, basada en un cuento de hadas sirio.

## Estilo
La música de Henze ha incorporado el neoclasicismo, el jazz, el dodecafonismo, el serialismo y algo de rock y de música popular. Fue enseñado por el compositor alemán Wolfgang Fortner, y su "Concierto para violín" (1947) demostró que podía escribir excelente música dodecafónica. No obstante, posteriormente, reaccionó en contra del atonalismo, y su ópera Bouvelard Solitude incluye elementos de música de jazz y de la música popular parisina. Tras su traslado a Italia en 1953, su música se convirtió a un estilo más napolitano, con las texturas ricas y exuberantes de la ópera König Hirsch y aún más en la opulenta música de ballet que compuso para Ondine (1957), del coreógrafo Frederick Ashton. Henze recibió mucho de su ímpetu para esta música de ballet de su temprano trabajo como director del ballet del Teatro Estatal de Hesse, en Wiesbaden. 
Ondine es aparentemente clásica, pero contiene algo de jazz y, aunque la música de Mendelssohn y de Weber fueron importantes influencias, en buena parte recuerda a la música de Stravinsky, no solo del Stravinsky neoclásico, sino también del Stravinsky compositor de La consagración de la primavera. Las texturas para la cantata Kammermusik son mucho más severas; no obstante, posteriormente Henze volvió al atonalismo en Antifone, y después otros estilos mencionados más arriba volvieron a tener importancia en su música. Las consideraciones políticas determinaron en parte el estilo de Henze en distintos momentos de su carrera.

## Premios y reconocimientos[4]
- En 1995 fue galardonado con el Premio de Música de Westfalia (que lleva su nombre desde el año 2001).
- En 2000 le fue concedido el Praemium Imperiale.
- El 7 de noviembre de 2004 recibió un doctorado honoris causa en "ciencia musical" del Conservatorio de Música y Escuela de Teatro de Múnich.

## Obra

### Óperas, música teatral y otra obra dramática
- Das Wundertheater (1948, estrenada en 1949)
- Die Gefangenen (1950)
- Boulevard Solitude (1951, estrenada en 1952)
- Ein Landarzt, radio ópera (1951, versión para escena 1964, estrenada en 1965 y revisada en 1994)
- Der tolle Tag (1951, retirada)
- Sodom und Gomorrha (1952)
- Das Ende einer Welt, radio ópera (1953, versión para escena 1964, estrenada en 1965 y revisada en 1993)
- König Hirsch (1952-55, estrenada en 1956 y revisada en 1962 como Il re cervo oder Die Irrfahrten der Wahrheit (estrenada en 1963)
- Der sechste Gesang (1955)
- Die Zikaden (1955, retirada)
- Der Prinz von Homburg (1958, estrenada en 1960; nueva orquestación en 1991)
- Elegía para jóvenes amantes (Elegie für junge Liebende) (1959-61, estrenada en 1961 y revisada en 1987)
- Les caprices de Marianne (1962, retirada)
- Muriel (1963, banda sonora para cine)
- Der Frieden (1964)
- Las bacantes (Die Bassariden) (1964-65, estrenada en 1966)
- Der junge Lord (1964, estrenada en 1965)
- Der junge Törless (1966, banda sonora para cine)
- Moralities (1967, estrenada en 1968 y revisada en 1970)
- Der langwierige Weg in die Wohnung der Natascha Ungeheuer (1971)
- La Cubana, oder Ein Leben für die Kunst (1973, estrenada en 1974; versión música de cámara como La piccola Cubana en 1990-91)
- We Come to the River (1974-76, estrenada en 1976)
- Die verlorene Ehre der Katharina Blum (1975, banda sonora para cine)
- Der Taugenichts (1977)
- The Woman (1978, retirada)
- Pollicino (1979-80, estrenada en 1980)
- Montezuma (1980, banda sonora para cine)
- Die englische Katze (1980-83, estrenada en 1983 y revisada en 1990)
- Nach Lissabon (1982)
- Un amour de Swann (1983, banda sonora para cine)
- L'amour à mort (1984)
- Das verratene Meer (1986-89, estrenada en 1990)
- Venus und Adonis (1993-95, estrenada en 1997)
- L'Upupa und der Triumph der Sohnesliebe (2000-03, estrenada en 2003)
- Phaedra (2007, ópera de concierto)

### Sinfonía
- Sinfonía n.º 1 (1947, revisada en 1963 y 1991)
- Sinfonía n.º 2 (1949)
- Sinfonía n.º 3 (1949-50)
- Sinfonía n.º 4 (1955)
- Sinfonía vocal (1955; a partir de König Hirsch)
- Sinfonía n.º 5 (1962)
- Sinfonía n.º 6 (1969; revisada en 1994)
- Sinfonía n.º 7 (1983-4)
- Sinfonía n.º 8 (1992-3)
- Sinfonía n.º 9 (1995-7)
- Sinfonía n.º 10 (1997-2000)

### Otra obra para grupos orquestales
- Kammerkonzert (1946)
- Concertino (1947)
- Concierto para violín núm. 1 (1947)
- Suite (1949)
- Concierto para piano núm. 1 (1950)
- Sinfonische Variationen (1950, retirada)
- Sinfonische Zwischenspiele (1951)
- Tancredi (1952)
- Tanz und Salonmusik (1952, revisada en 1989)
- Ode an den Westwind (1953)
- Quattro poemi (1955)
- Sinfonische Etüden (1956, revisada como Drei sinfonische Etüden en 1964)
- Maratona (1956)
- Jeux des Tritons (1956-7, revisada en 1967)
- Hochzeitsmusik (1957)
- Sonata per archi (1957-8)
- Drei Dithyramben (1958)
- Trois pas des Triton (1958)
- Undine, suite no.1 (1958)
- Undine, suite no.2 (1958)
- Antifone (1960)
- Los caprichos (1963)
- Zwischenspiele (1964)
- Mänadentanz (1965)
- In memoriam: die weisse Rose (1965)
- Double Bass Concerto (1966)
- Concierto doble (1966)
- Fantasia for strings (1966)
- Concierto para piano núm. 2 (1967)
- Telemanniana (1967)
- Compases para preguntas ensimismadas (1969–70)
- Concierto para violín núm. 2 (1971, revisada en 1991)
- Heliogabalus imperator, allegoria per musica (1971–2, revisada en 1986)
- Tristan (1972–3)
- Katharina Blum (1975, banda sonora)
- Ragtimes and Habaneras (1975)
- Aria de la folía española (1977)
- Il Vitalino raddoppiato (1977)
- Apollo trionfante (1979)
- Arien des Orpheus (1979)
- Barcarola (1979)
- Dramatische Szenen aus ‘Orpheus’ I (1979)
- Spielmusiken (1979–80)
- Deutschlandsberger Mohrentanz no.1 (1984)
- Kleine Elegien (1984–5)
- Liebeslieder (1984–5)
- Deutschlandsberger Mohrentanz no.2 (1985)
- Fandango (1985; revised 1992)
- Cinque piccoli concerti e ritornelli (1987)
- Requiem: 9 geistliche Konzerte (1990–92)
- La selva incantata, aria and rondo (1991)
- Introduktion, Thema und Variationen (1992)
- Appassionatamente, fantasia (1993–4)
- Erlkönig, fantasia (1996)
- Pulcinellas Erzählungen (1996)
- Sieben Boleros (1996)
- Concierto para violín núm. 3, tres retratos sobre el Doctor Faustus de Thomas Mann (1996)
- Zigeunerweisen und Sarabanden (1996)
- Fraternité, air (1999)
- A Tempest, rounds (2000)
- Scorribanda Sinfonica (2000–01)
- L’heure bleue (2001)

### Ballets
- Ballet-Variationen (1949, estrenada en 1958 y revisada en 1992)
- Jack Pudding (1949, estrenada en 1950; retirada)
- Das Vokaltuch der Kammersängerin Rosa Silber (1950, estrenada en 1958 y revisada en 1990)
- Le Tombeau d'Orphée (1950, retirada)
- Labyrinth (1951, estrenada en 1952 y revisada en 1996)
- Der Idiot (1952, estrenada en 1952 y revisada en 1990)
- Pas d’action (1952, retirada)
- Maratona (1956, estrenada en 1957)
- Undine (1956-7, estrenada en 1958)
- L’usignolo dell’imperatore (1959, estrenada en 1959)
- Tancredi (1964, estrenada en 1966)
- Orpheus (1978, estrenada en 1979)
- Le disperazioni del Signor Pulcinella de Sergio Sivori (1992-5, estrenada en 1997; ballet versión extendidad y revisada de Jack Pudding)
- Le fils de l'air (1995-6, estrenada en 1997)

### Coral
- Fünf Madrigäle (1947)
- Chor gefangener Trojer (1948, revisada en 1964)
- Wiegenlied der Mutter Gottes (1948)
- Jüdische Chronik (1960)
- Novae de infinito laudes (1962)
- Cantata della fiaba estrema (1963)
- Lieder von einer Insel (1964)
- Muzen Siziliens (1966)
- Das Floss der ‘Medusa’ (1968, revisada en 1990)
- Mad People's Madrigal (1974–6)
- Orpheus Behind the Wire (1981–3)
- Hirtenlieder (1993–5)

### Vocal
- Sechs Lieder (1945, retirada)
- Whispers from Heavenly Death (1948, revisada en 1999)
- Der Vorwurf (1948, retirada)
- Apollo et Hyazinthus (1948–9)
- Chanson Pflastersteine (1950, retirada)
- Fünf neapolitanische Lieder (1956)
- Nachtstücke und Arien (1957)
- Kammermusik 1958 (1958, revisada en 1963)
- Drei Fragmente nach Hölderlin (1958)
- Three Arias (1960, revisada en1993)
- Ariosi (1963)
- Being Beauteous (1963)
- Ein Landarzt (1964)
- Versuch über Schweine (1968)
- El Cimarrón (1969–70)
- Voices (1973)
- Heb doch die Stimme an (1975)
- Kindermund (1975)
- El rey de Harlem (1979)
- Three Auden Songs (1983)
- Drei Lieder über den Schnee (1989)
- An Sascha (1991)
- Zwei Konzertarien (1991)
- Lieder und Tänze (1992–3)
- Heilige Nacht (1993)
- Heimlich zur Nacht (1994)
- Nocturnal Serenade (1996)
- Sechs Gesänge aus dem Arabischen (1997–8)

### Música de cámara
- Kleines Quartett (1945, retirada)
- Sonata (1946)
- Sonatina (1947)
- Cuarteto de cuerda núm. 1 (1947)
- Kammersonate (1948, revisada en 1963)
- Cuarteto de cuerda núm. 2 (1952)
- Quinteto de viento (1952)
- Concerto per il Marigny (1956, retirada)
- Quattro fantasie (1963)
- Divertimenti (1964)
- Der junge Törless (1966)
- L'usignolo dell'imperatore (1970)
- Fragmente aus einer Show (1971)
- Prison Song (1971)
- Carillon, Récitatif, Masque (1974)
- Cuarteto de cuerda núm. 3 (1975–6)
- Amicizia! (1976)
- Cuarteto de cuerda núm. 4 (1976)
- Cuarteto de cuerda núm. 5 (1976)
- Konzertstück (1977–85)
- L'autunno (1977)
- Trauer-Ode für Margaret Geddes (1977)
- Sonata (1978–9)
- Sonatina (1979)
- Le miracle de la rose (Imaginäres Theater II) (1981)
- Variation (1981)
- Von Krebs zu Krebs (1981)
- Canzona (1982)
- Sonata (1983)
- Sonata (1984)
- Selbst- und Zwiegespräche (1984–5)
- Ode an eine Äolsharfe (1985–6)
- Eine kleine Hausmusik (1986)
- Allegra e Boris (1987)
- Fünf Nachtstücke (1990)
- Paraphrasen über Dostojewsky (1990)
- Piano Quintet (1990–91)
- Adagio (1992)
- Adagio, Serenade (1993)
- Drei geistliche Konzerte (1994–6)
- Notturno (1995)
- Leçons de danse (1996)
- Minotauros Blues (1996)
- Neue Volkslieder und Hirtengesänge (1996)
- Voie lactée ô soeur lumineuse (1996)
- Drei Märchenbilder (1997)
- Ein kleines Potpourri (2000)

### Instrumental
- Sonatina (1947, retirada)
- Serenade (1949)
- Variationen (1949)
- Drei Tentos (1958)
- Piano Sonata (1959)
- Six Absences (1961)
- Lucy Escott Variations (1963)
- Memorias de ‘El Cimarrón’ (1970)
- Sonatina (1974)
- Royal Winter Music, sonata no.1 (1975–6)
- Capriccio (1976; revised 1981)
- Sonata (1976–7; revised 1992)
- Ländler (1977; retirada)
- S. Biagio 9 agosto ore 12.07 (1977)
- Five Scenes from the Snow Country (1978)
- Margareten-Walzer (1978)
- Epitaph (1979)
- Etude philarmonique (1979)
- Royal Winter Music, sonata no.2 (1979)
- Toccata senza fuga (1979)
- Drei Märchenbilder (1980)
- Sechs Stücke für junge Pianisten (1980)
- Cherubino (1980–81)
- Euridice (1981, revisada en 1992)
- Une petite phrase (1984)
- Serenade (1986)
- La mano sinistra (1988)
- Piece for Peter (1988)
- Clavierstück (1989)
- Für Manfred (1989)
- Das Haus Ibach (1991)
- Pulcinella disperato, fantasia (1991–2)
- Minette (1992)
- An Brenton (1993)
- Für Reinhold (1994)
- Toccata mistica (1994)
- Serenata notturna (1996)
- Olly on the Shore (2001)

### Arreglos
- Die schlafende Prinzessin (1951, retirada)
- Don Chisciotte (1976)
- Jephte (orat, orch of Carissimi) (1976)
- Wesendonck-Lieder (1976)
- Il ritorno d'Ulisse in patria (1981)
- I sentimenti di Carl Philipp Emanuel Bach (1982)
- Der Mann, der vom Tode auferstand (1988)
- Fürwahr...?! (1988)
- Drei Mozartsche Orgelsonaten (1991)
- Il re Teodoro in Venezia (1991–2)
- Drei Orchesterstücke (1995)
- Richard Wagnersche Klavierlieder (1998–9)